# FC Santa Lucía Cotzumalguapa
Fútbol Club Santa Lucía Cotzumalguapa – gwatemalski klub piłkarski z siedzibą w mieście Santa Lucía Cotzumalguapa, w departamencie Escuintla. Występuje w rozgrywkach Primera División. Domowe mecze rozgrywa na obiekcie Estadio Municipal Santa Lucía Cotzumalguapa.

## Osiągnięcia

### Krajowe
- Liga Nacional

| zwycięstwo (1):     | 2021 (C) |
| drugie miejsce (0): | –        |

## Historia
Klub powstał w 1992 roku pod nazwą Azucareros de Cotzumalguapa (choć niektóre źródła datują początki działalności już na 1934 rok). Występował wówczas na lokalnym obiekcie Estadio Ricardo Muñoz Gálvez. W 1996 roku zespół pod wodzą trenera Juana Ramóna Veróna wywalczył historyczny awans do najwyższej klasy rozgrywkowej. W 1999 roku klub zmienił nazwę na Santa Lucía Cotzumalguapa. Pierwszy pobyt drużyny w Liga Nacional miał miejsce w latach 1996–2001, po czym zanotowała ona relegację do drugiej ligi, w której grała w latach 2001–2004. W 2004 roku Santa Lucía spadła do trzeciej ligi, a niebawem z powodu niegospodarnego zarządzania oraz zadłużenia wobec piłkarzy i sztabu szkoleniowego klub został rozwiązany.
Klub został reaktywowany w 2014 roku jako FC Santa Lucía Cotzumalguapa, przystępując do trzeciej ligi gwatemalskiej. Domowe mecze rozgrywał już na nowo oddanym do użytku Estadio Municipal Santa Lucía Cotzumalguapa. Już w 2015 roku klub awansował do drugiej ligi, a w 2019 roku powrócił na najwyższy szczebel po osiemnastu latach przerwy. W wiosennym sezonie Clausura 2021 podopieczni szkoleniowca Mario Acevedo zdobyli mistrzostwo Gwatemali, zostając pierwszym w historii klubem z departamentu Escuintla, który tego dokonał. Dzięki tytułowi mistrzowskiemu po raz pierwszy wzięli udział w rozgrywkach międzynarodowych – w tym samym roku w Lidze CONCACAF odpadli w 1/8 finału. Ogółem klub grał w najwyższej lidze w latach 2019–2023, by następnie po raz kolejny spaść do drugiej ligi.

### Rozgrywki międzynarodowe
| Sezon | Rozgrywki     | Runda | Klub               | Dom | Wyjazd | Ogólnie |
| ----- | ------------- | ----- | ------------------ | --- | ------ | ------- |
| 2021  | Liga CONCACAF | QR    | Metropolitan FA    | 3:0 | 2:1    | 5:1     |
| 2021  | Liga CONCACAF | 1/8   | Deportivo Saprissa | 0:2 | 2:4    | 2:6     |

## Trenerzy
- Juan Ramón Verón (1996)
- Julio César Cortés (1999)
- Camilo Aguilar (2000–2001)
- Jorge Díaz (2015)
- Sergio Guevara (2018–2019)
- Ramiro Cepeda (2019)
- Francisco Melgar (2019)
- Douglas Zamora (2019–2020)
- Pablo Centrone (2020)
- Sergio Guevara (2020)
- Mario Acevedo (2021)
- Juan Manuel Funes (2022)
- Matías Tatángelo (2022)
- Juan Cortés (2022)
- Rónald Gómez (2023)
- Dimas Braz (od 2023)